# مسجد إبراهيم أغا مستحفظان
جامع إبراهيم أغا مستحفظان ويشتهر أيضاً بـ (جامع آق سنقر - الجامع الأزرق - مسجد إبراهيم أغا), هو مسجد أنشأه الأمير / آق سنقر السلاري. ويقع في حي الدرب الأحمر، شارع باب الوزير، القاهرة، مصر. تم انشائه 747-748هـ (1346-1347م). سمى بـ الجامع الأزرق، نسبة إلى مجموعة القاشانى العظيمة ذات اللون الأزرق التي كسى بها جدار القبلة.

## موقع المسجد
يوجد بشارع باب الوزير بمدينة القاهرة بمصر ويعرف باسم الجامع الأزرق وذلك بسبب لون القيشاني الأزرق الذي أعد خصيصا له.

## وصف المسجد
يبلغ عرض المسجد 80 مترا وطوله 100 متر. يوجد في وسط المسجد صحن مفتوح محاط بأربعة أروقة ذات أعمدة، أكبرها رواق القبلة الذي يضم بائكتين، أما الثلاثة الباقية فيضم كل منها بائكة واحدة.
وللمسجد ثلاثة أبواب: واحد في الواجهة الغربية، وآخر في الواجهة الشمالية، والثالث في الواجهة الشرقية. وترتبط به قبة ضريحية.
وصدر الرواق الشرقي مغطى ببلاطات من القاشاني الأزرق الجميل.

## التصميم
صمم مسجد آق سنقر على نفس نمط المساجد الجامعة (الجوامع)، ابعاد المسجد : العرض 80م ، الطول 100م ، وفي وسطه صحن مفتوح محاط بأربعة أروقة ذات أعمدة. وأكبرها رواق اتجاه قبلة الصلاة الذي يضم بائكتين، أما الثلاثة الباقية فيضم كل منها بائكة واحدة. وللمسجد ثلاثة أبواب: واحد في الواجهة الغربية، وآخر في الواجهة الشمالية؛ والثالث في الواجهة الشرقية. وترتبط به قبة ضريحية .
وصدر الرواق الشرقي مغطى ببلاطات من القاشاني الأزرق الجميل؛ ولهذا سمي المسجد بالمسجد الأزرق. وعند حافة الواجهة الغربية، هناك مئذنة أسطوانية في كل دوراتها.

## أثر إسلامي
مسجل كأثر رقم 123، تاريخ إنشائه. تاريخ إنشاء الأثر: 747-748هـ/1346-1347م سمى هذا الأثر لاحقاً باسم جامع إبراهيم أغا مستحفظان وهو أحد كبار الامراء الاتراك إبان حكم الدولة العثمانية لمصر حيث قام الأمير بعمل عمارة كبيرة في المسجد عام 1061 هـ / 1651 م. عقب الزلزال الذي تعرضت لة مدينة القاهرة حينذاك, سمى بالجامع الأزرق نسبة إلى مجموعة القاشانى العظيمة ذات اللون الأزرق التي كسى بها جدار القبلة.

## معرض صور

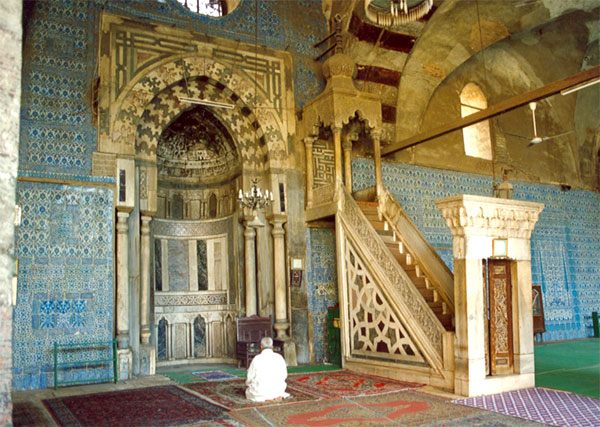
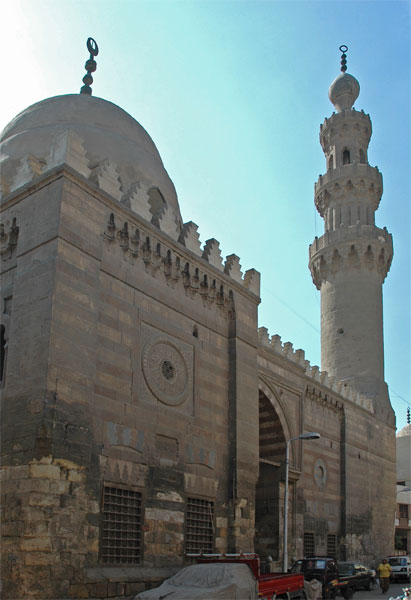
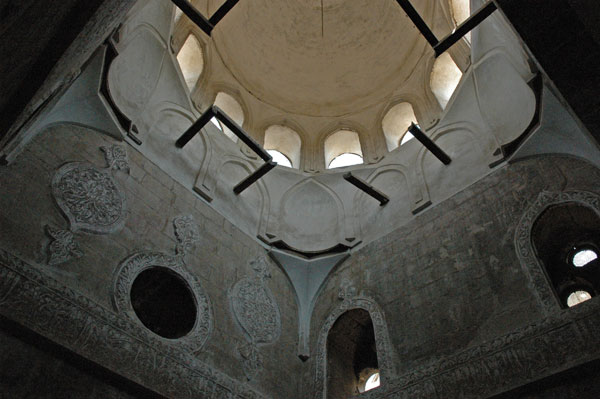
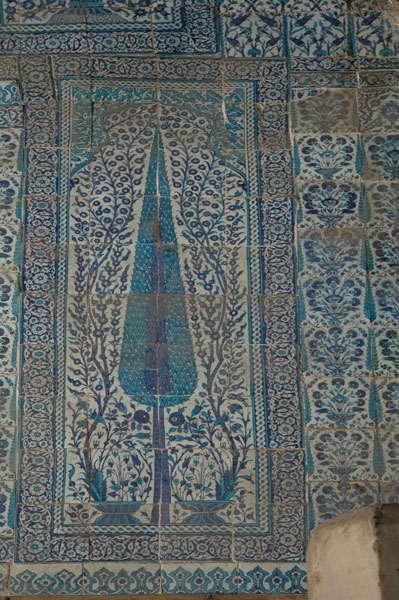
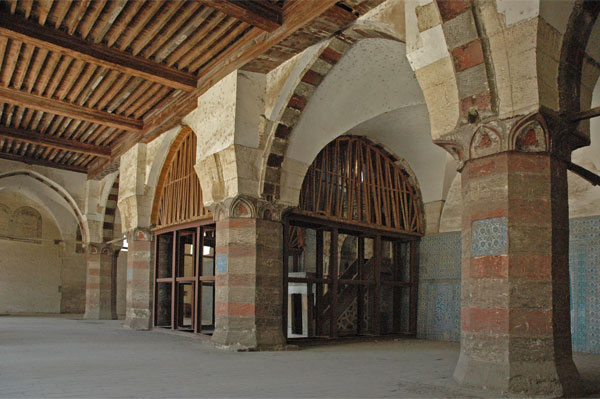
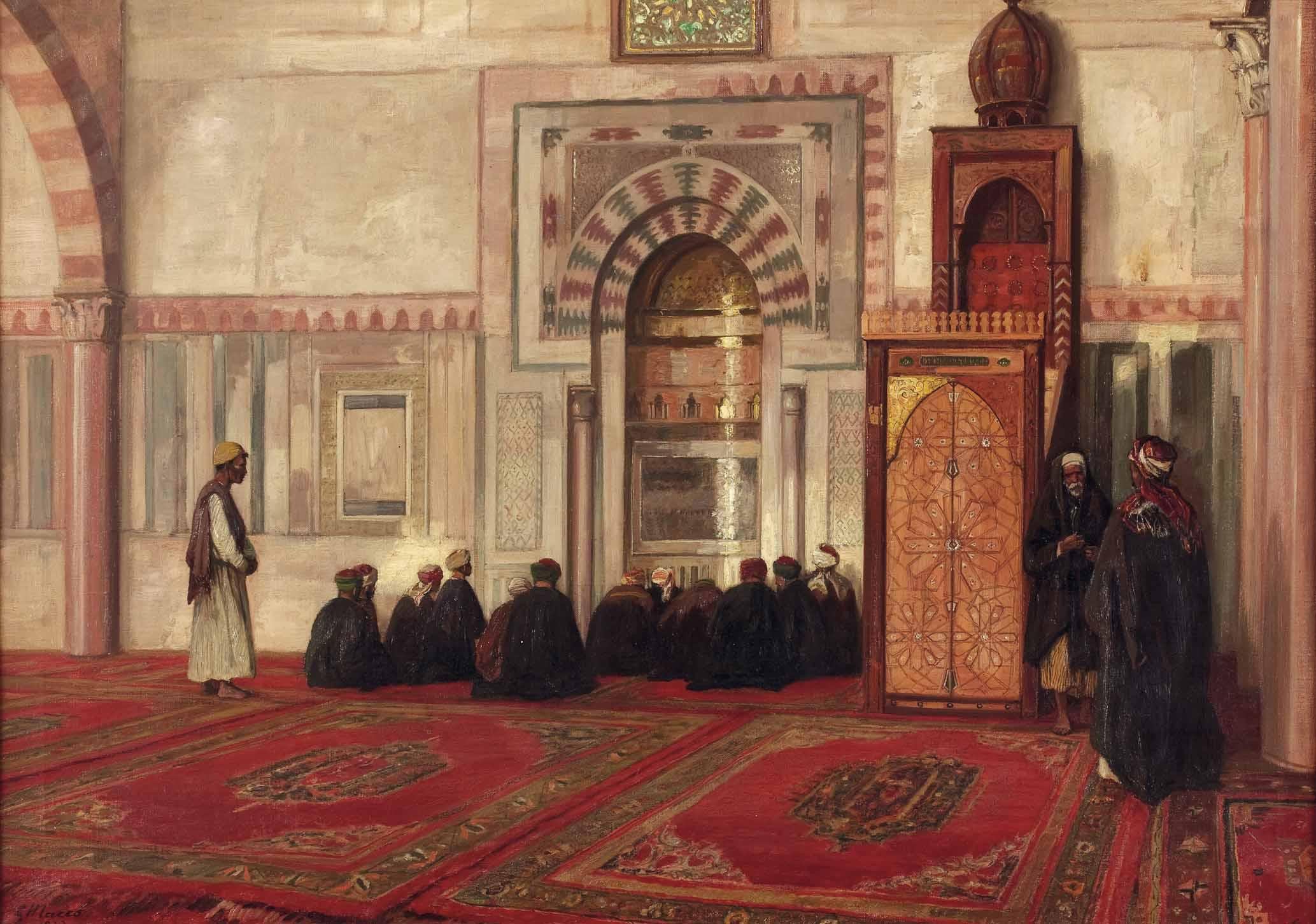
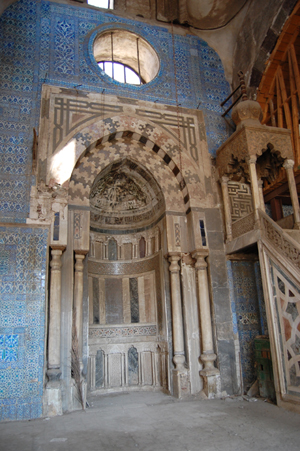
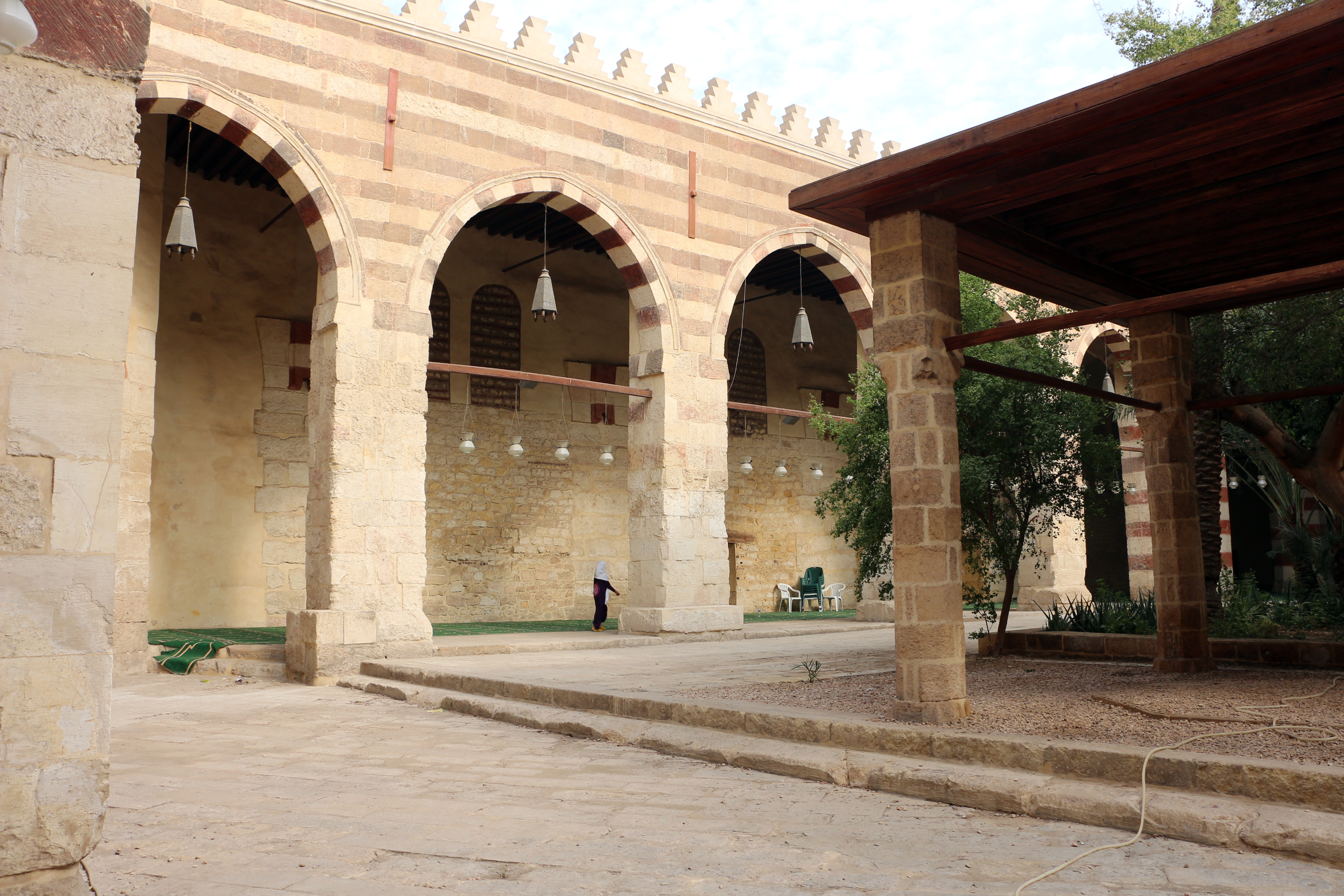
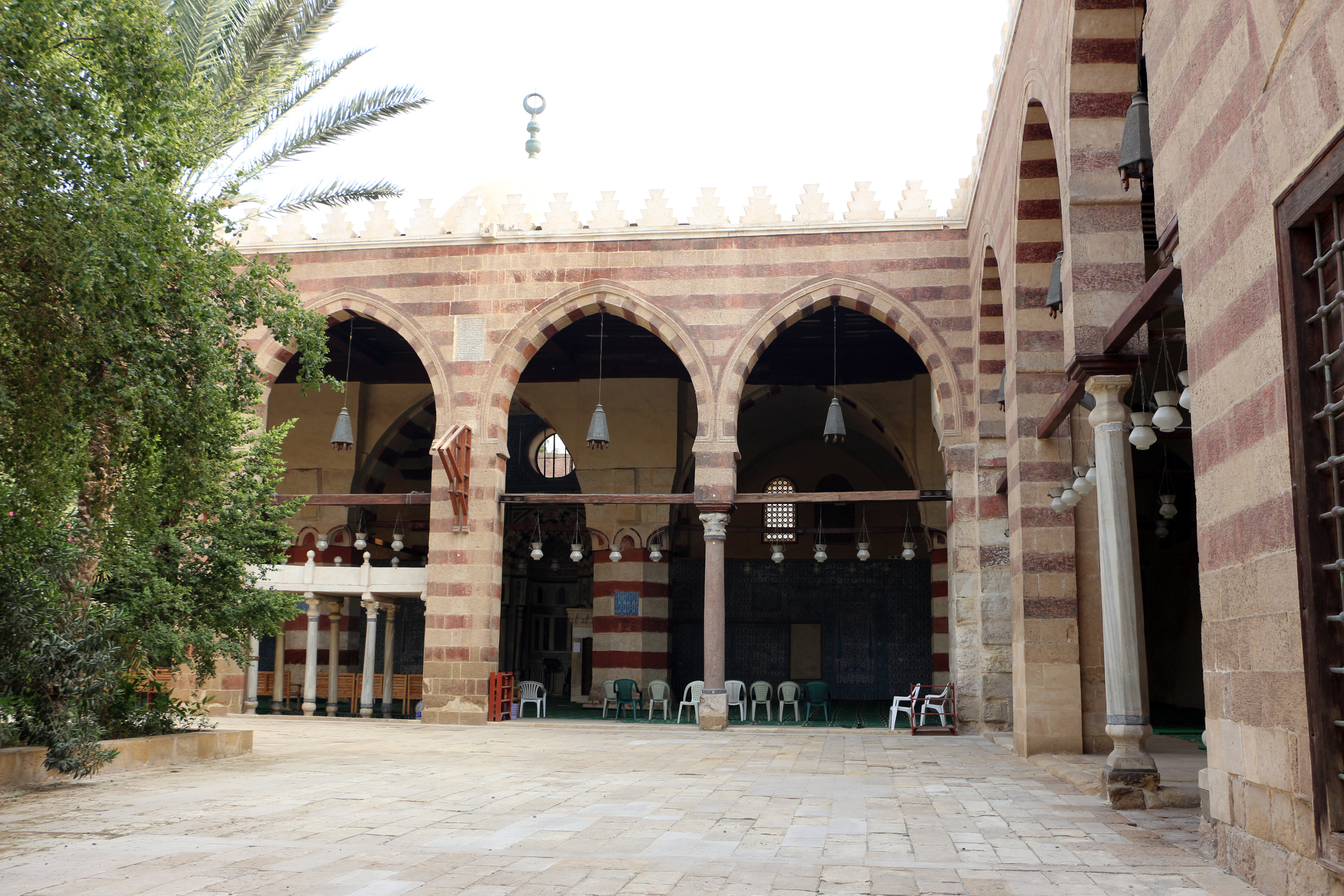
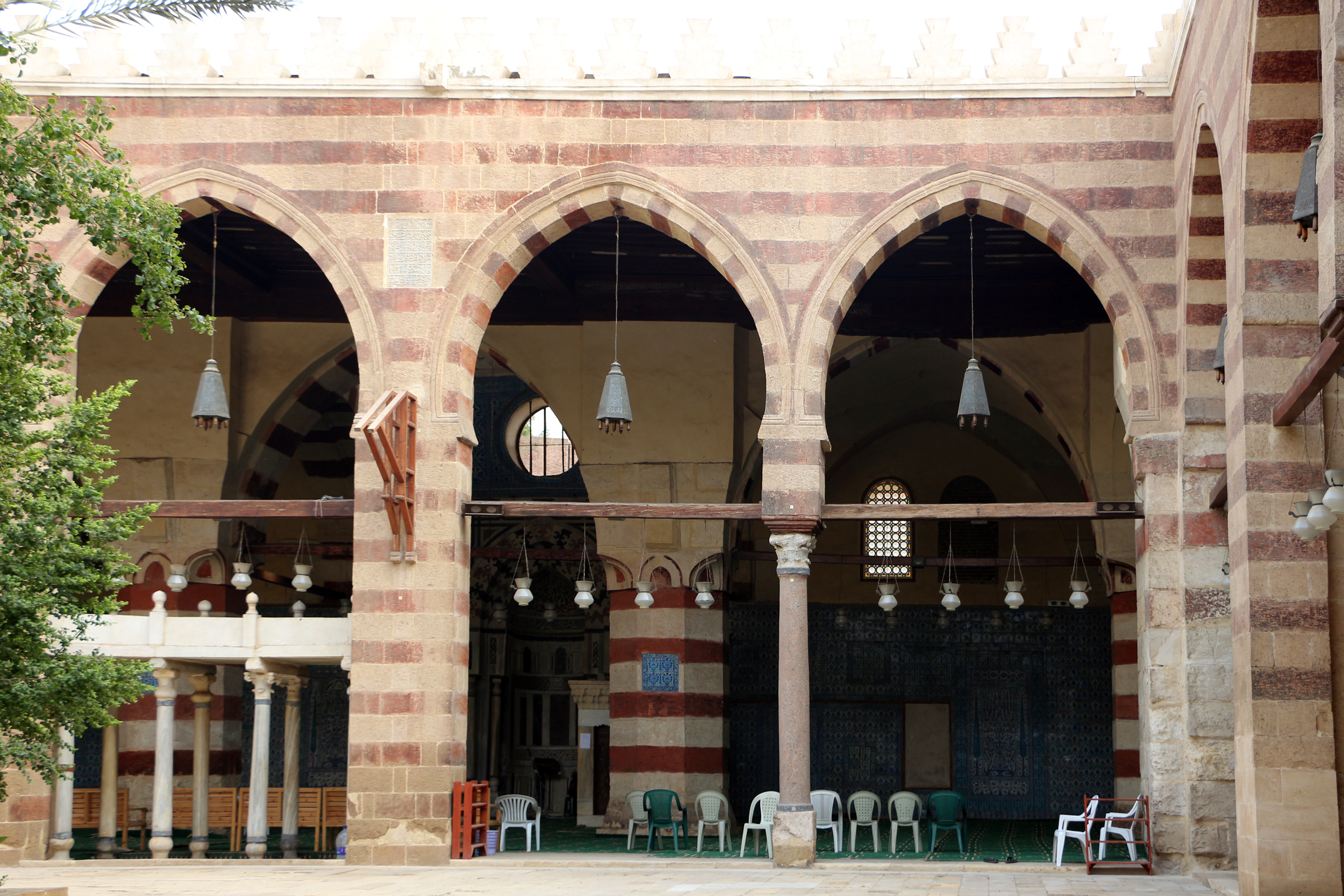
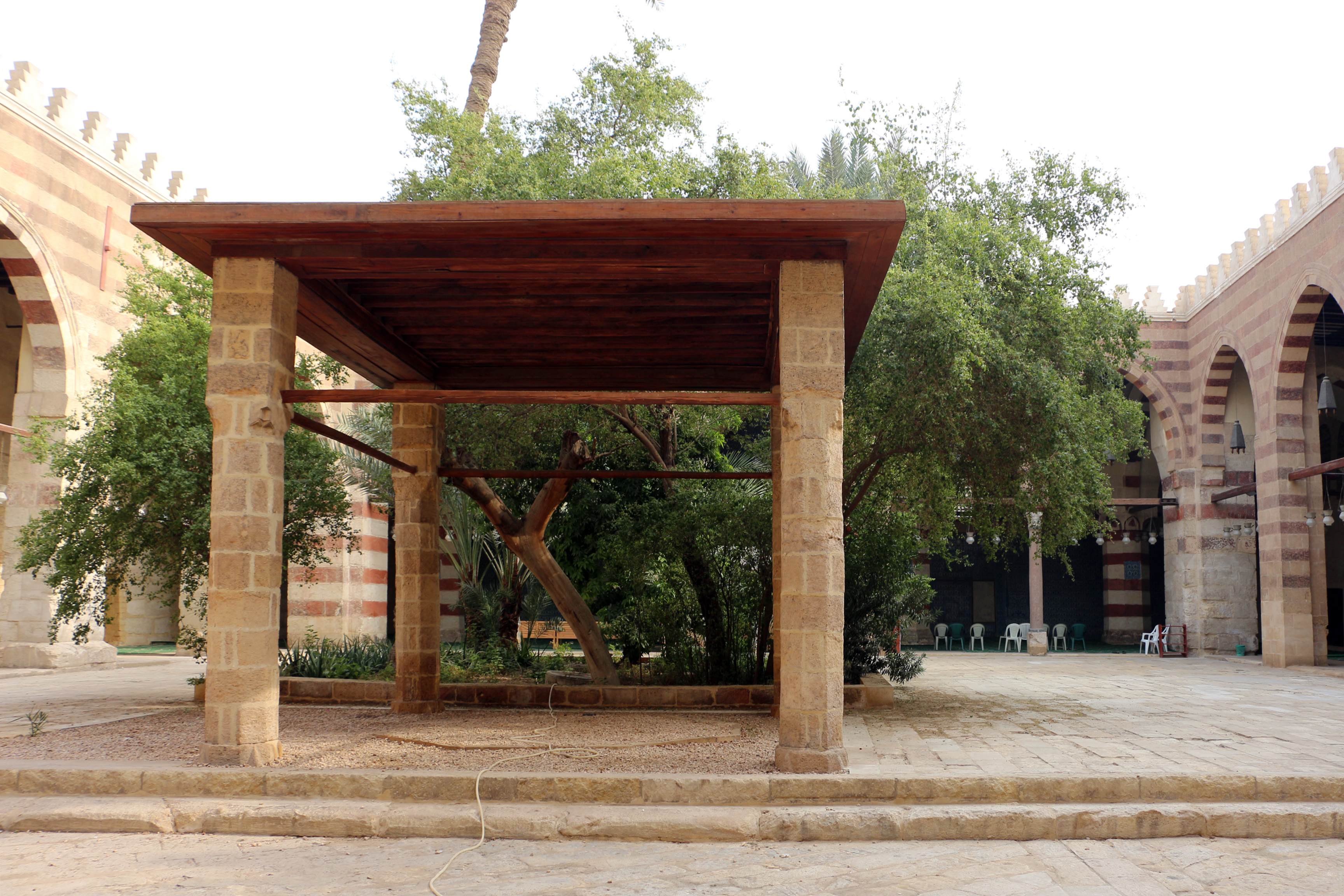
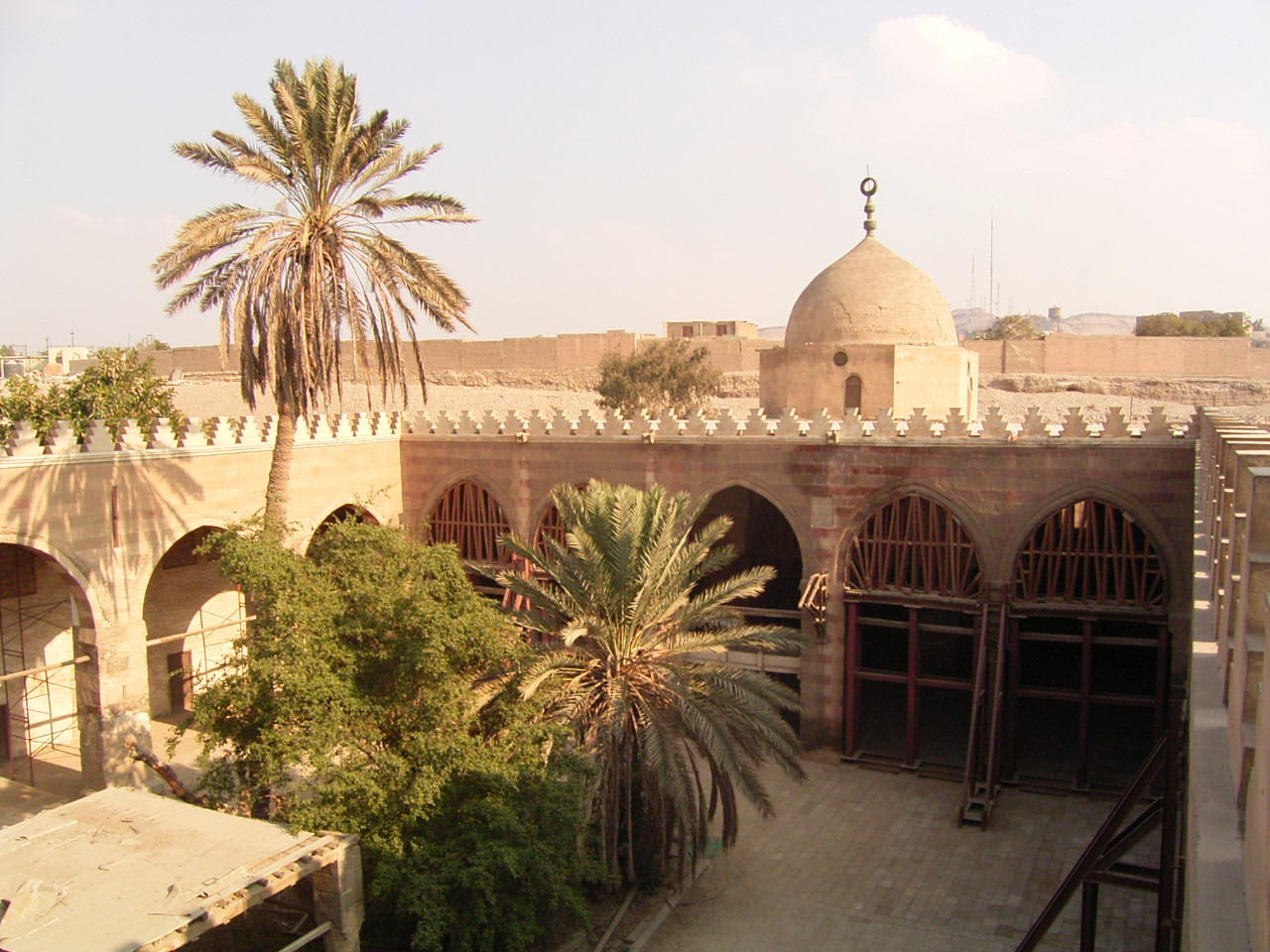
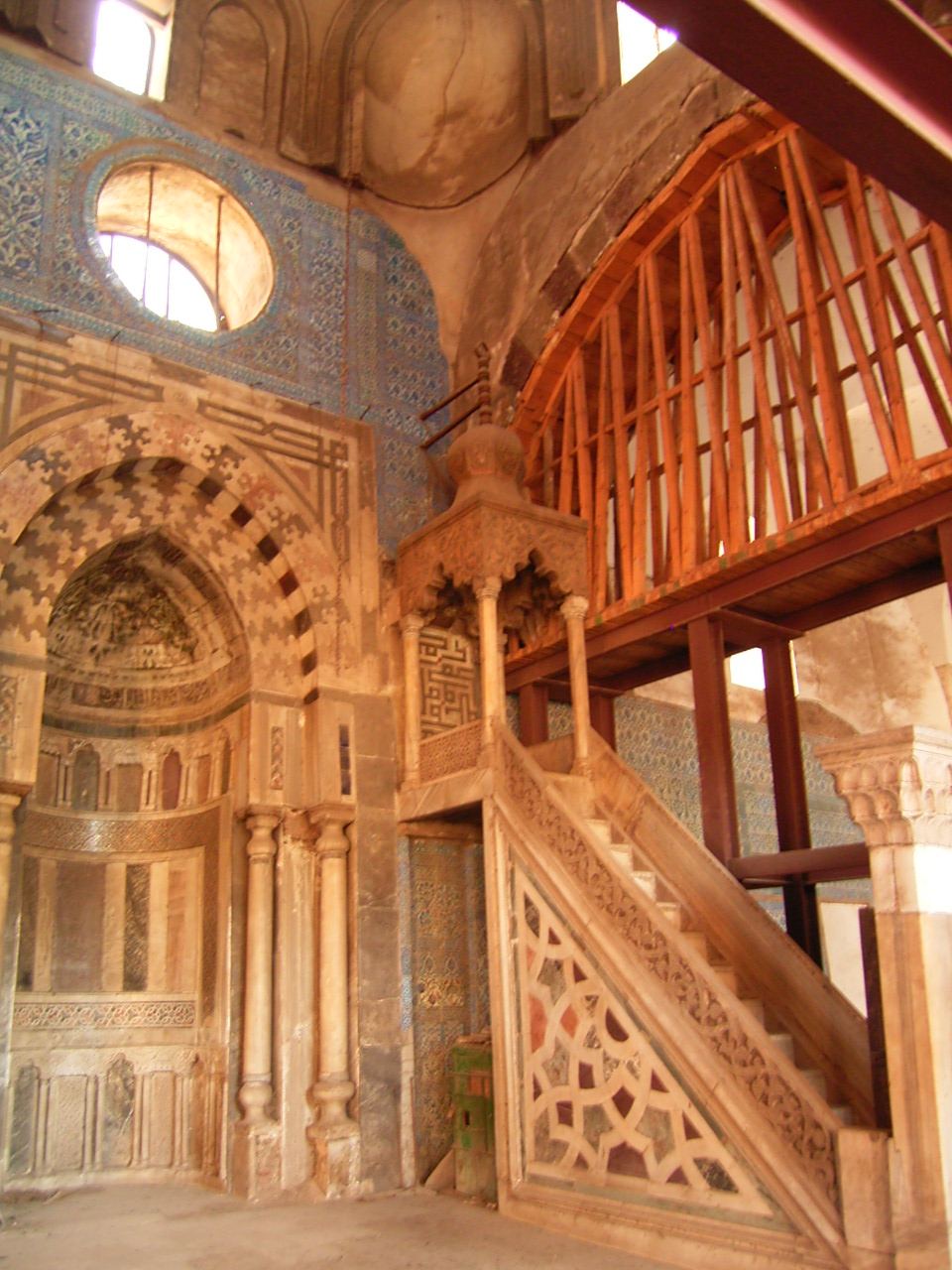